# Pacaraima
Pacaraima este un oraș în Roraima (RR), Brazilia.